# Augustin Saint-Hilaire
Augustin François César Prouvençal de Saint-Hilaire (Orleans (França), 4 d'octubre del 1779 – 1853), va ser un botànic francès. Va fer encertades observacions sobre la direcció de la radícula en el sac embrionari de les plantes i el doble punt d'unió en certs òvuls. També va descriure dues famílies botàniques, les Paronychiae i les Tamariscinae, com també un gran nombre de gèneres i d'espècies.

## Biografia
De ben jove començà a publicar sobre botànica. Entre 1816 i 1822 i després el 1830, viatjà per Amèrica del Sud, especialment el sud i centre del Brasil, i com a resultat va publicar sobre la flora d'aquests llocs.
Els anys 1816 a 1822, va recollir al Brasil 24,000 espècimens de plantes, amb 6,000 espècies, 2.000 ocells, 16.000 insectes i 135 mamífers, a més de molts rèptils, mol·luscs i peixos. La majoria d'aquestes espècies les va descriure ell per primera vegada. El 1819 va ser nomenat corresponent de l'Académie des Sciences. Va ser premiat amb la Légion d'honneur en el grau de cavaller, i amb l'Orde de Crist de Portugal.

## Obres
La més coneguda és Flora Brasiliae Meridionalis en tres volums (1825–1832), publicada junt amb A. de Jussieu, i J. Cambessdes, i il·lustrada per Pierre Jean François Turpin; Histoire des Plantes les plus Remarquables du Brésil et de Paraguay (1824), Plantes Usuélles des Brésiliens (1827–1828), també amb De Jussieu i Cambessdes; i Voyage Dans le District des Diamants et sur le littoral du Brésil, en dos volums (1833). La seva Leçons de Botanique, Comprénant Principalement la Morphologie Végetale (1840), va ser una exposició exhaustiva de morfologia botànica i la seva aplicació a la sistemàtica.